# 松浪信三郎
松浪 信三郎（まつなみ しんざぶろう、1913年8月18日 - 1989年9月2日）は、日本のフランス哲学研究者、翻訳家。

## 略歴
東京生まれ。早稲田大学大学院哲学科修了。1957年早大教授、1983年定年退任。
サルトル『存在と無』の翻訳で知られる。
サルトルのほか、モンテーニュ、パスカル、ベルクソン、キェルケゴールなどを広く訳し、広く読まれた。

## 著書
- 『パスカル』（日本図書） 1947
- 『実存哲学素描』（小石川書房） 1948
- 『考える葦 パスカルの生涯と思想』（角川新書） 1951
- 『実存哲学』（河出新書） 1955
- 『モラリストの言葉』（実業之日本社） 1957
- 『実存主義』（岩波新書） 1962
- 『実存のことば』（番町書房） 1966
- 『サルトル』（勁草書房） 1966
- 『ヴァリア・ポエティカ 詩と哲学の遍歴』（河出書房新社） 1974
- 『死の思索』（岩波新書） 1983
- 『半世界に生きる 旦旦旦語録』（河出書房新社） 1986.7
- 『虚虚実実 続旦旦旦語録』（河出書房新社） 1987.7
- 『哲学以前の哲学』（岩波新書） 1988
- 『中道の思想 「ちょうどいい加減」とは?』（河出書房新社） 1988

### 共編著
- 『実存主義辞典』（飯島宗享共編、東京堂） 1964
- 『キルケゴール研究』（飯島宗享共編、白水社、キルケゴール著作集別巻） 1968
- 『西洋思想史辞典』（編、東京堂出版） 1973
- 『フランス哲学史論集』（創文社） 1985

## 翻訳
- 『パスカル書簡集』（由木康共訳、白水社） 1942
- 『信仰についての談話』（アラン、青山出版社） 1942、のち改題『信仰について』（角川文庫）
- 『パスカル』（ジャック・シュヴァリエ、安井源治共訳、養徳社） 1944
- 『ソクラテス 生涯と思想』（A・E・テイラー、綜合出版社） 1946
- 『パスカル科学論文集』（安井源治共訳、白水社） 1946 - 1948、のち単独訳で岩波文庫
- 『死にいたる病』（キエルケゴール、小石川書房） 1948、白水Uブックス 2008
- 『宗教論』（アラン、角川書店） 1950
- 『冥想録 (抄)』（パスカル、河出書房 世界大思想全集） 1953
  - 『パンセ』（パスカル、河出文庫） 1955、のち講談社文庫 上下
- 『希望の終り』（ホワン・エルマーノス、ダヴィッド社） 1954
- 『西欧の誘惑』（マルロオ、小松清共訳、新潮社、一時間文庫） 1955
- 『サルトル　人と作品』（R・M・アルベレス、河出新書） 1956
- 『存在と無 現象学的存在論の試み』（サルトル、人文書院、サルトル全集18 - 20） 1956 - 1960、ちくま学芸文庫 2008
- 『実存主義入門』（ジャン・ヴァール、高橋允昭共訳、理想社） 1962
- 『瞬間』（キルケゴール、泉治典共訳、白水社、キルケゴール著作集） 1964
- 『創造的進化』（アンリ・ベルグソン、高橋允昭共訳、白水社、ベルグソン全集） 1966
- 『モンテーニュ随想録』（モンテーニュ、河出書房新社、世界の大思想） 1966 - 1967
- 『哲学の学校』（カール・ヤスパース、河出書房新社） 1966
- 『生けるキルケゴール』（サルトル、共訳、人文書院） 1967
- 『ドイツの将来』（カール・ヤスパース、タイムライフインターナショナル） 1969
- 『存在の神秘』（掛下栄一郎共訳、マルセル、春秋社、マルセル著作集） 1977